# Lycodes mcallisteri
Lycodes mcallisteri är en fiskart som beskrevs av Møller 2001. Lycodes mcallisteri ingår i släktet Lycodes och familjen tånglakefiskar. Inga underarter finns listade i Catalogue of Life.